# Linopodius longicollis
Linopodius longicollis är en skalbaggsart som beskrevs av Leon Fairmaire 1903. Linopodius longicollis ingår i släktet Linopodius och familjen långhorningar.
Artens utbredningsområde är Madagaskar. Inga underarter finns listade i Catalogue of Life.